# Capataz
Il capataz o capatàz indicava il prigioniero al quale era affidata la funzione di comando sugli altri schiavi.

## Origine del termine
Il termine capataz derivato dallo spagnolo ha una radice latina dalla parola "caput", che significa "capo".

## Chi erano icapataz

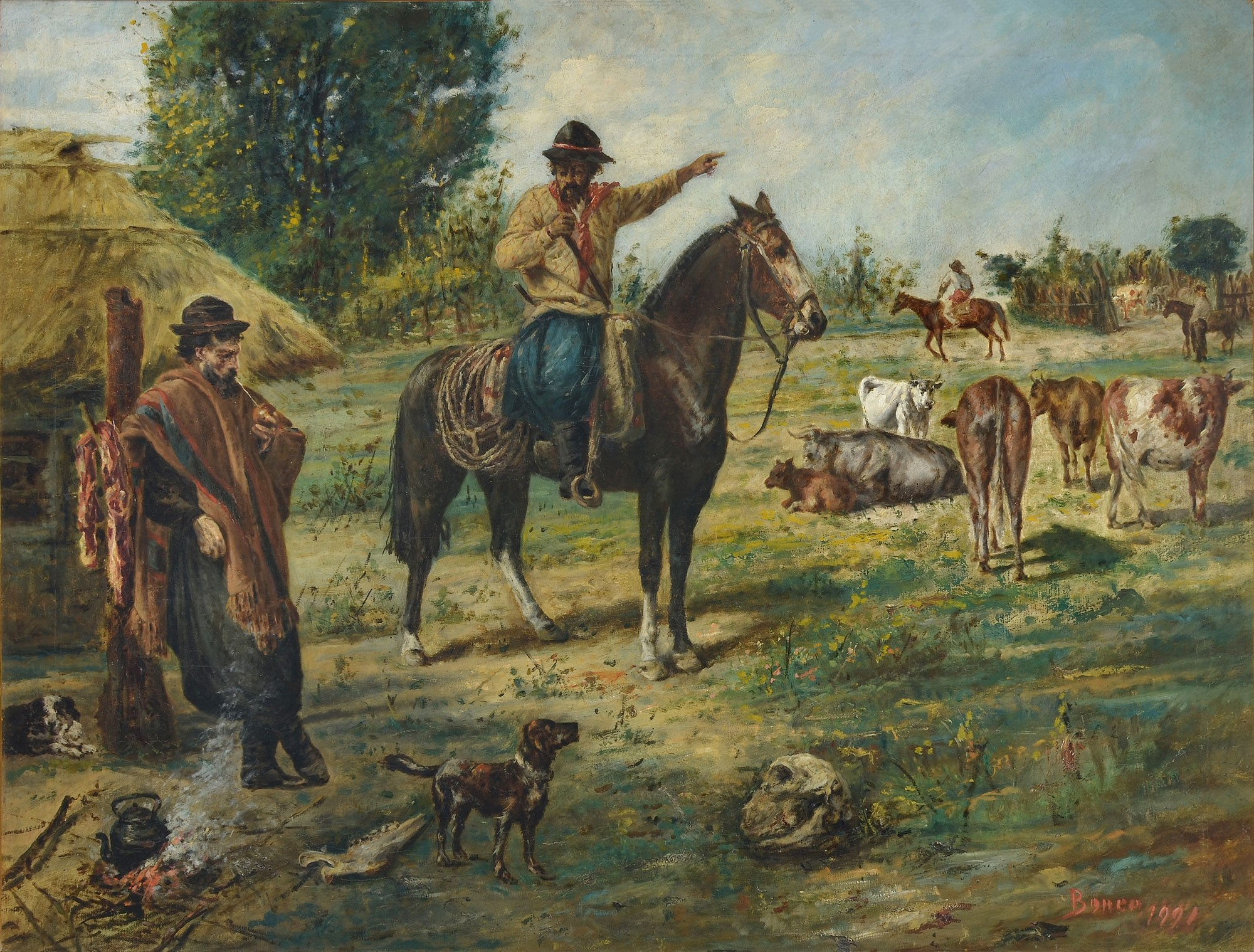
Capataz y peón rebelde, di Martín Boneo

Durante il periodo coloniale, i portoghesi si stabilirono in varie regioni dell'Africa e delle Americhe e basarono la loro economia sullo sfruttamento degli schiavi africani. I capataz erano schiavi che venivano scelti tra i membri della comunità africana per supervisionare i lavori nelle piantagioni e negli insediamenti dei portoghesi.
Essi agivano da intermediari tra i padroni ed il resto degli schiavi africani, comunicando ordini e costringendo gli altri schiavi ad eseguire il lavoro richiesto. Spesso, i capataz venivano scelti tra gli schiavi che avevano dimostrato di essere affidabili e che avevano ottenuto una certa posizione di responsabilità all'interno della piantagione.
Con il tempo, il termine capataz si diffuse anche in altre aree geografiche, come la colonia del Brasile, dove i portoghesi imposero il loro sistema schiavistico.
Dopo l'abolizione della schiavitù, avvenuta in Brasile 13 di maggio del 1888 con la Legge aurea, il termine capataz mantenne in parte la sua connotazione negativa, associata all'oppressione e all'autorità degli schiavisti sulle comunità afrodiscendenti. Tuttavia, nel corso del tempo, il termine è stato anche reinterpretato per indicare il leader o il supervisore di un gruppo di lavoratori, senza necessariamente riferirsi ad una relazione di schiavitù.

## Nella cultura di massa
- Nel 1904 lo scrittore Joseph Conrad nel romanzo Nostromo descrive il personaggio di Nostromo dicendoci che è il capataz de los cargadores.[7]
- Nel 1951 il regista Giorgio Simonelli ha diretto la commedia Io sono il Capataz.
- Nel 1987 il cantautore Francesco De Gregori ha inciso il 45° giri Capataz/Intervista a De Gregori di Cesare Pierleoni.[8]
- Nel 2012 viene pubblicato il romanzo El Capataz le cui vicende sono ambiente in una piantagione di caffè a Ciales, in Porto Rico.[9]